# Saint-Georges-en-Couzan
Saint-Georges-en-Couzan este o comună în departamentul Loire din sud-estul Franței. În 2009 avea o populație de 410 de locuitori.

## Evoluția populației
| An        | 1975 | 1982 | 1990 | 1999 | 2006 | 2009 |
| --------- | ---- | ---- | ---- | ---- | ---- | ---- |
| Populație | 591  | 579  | 539  | 460  | 428  | 410  |